# Kimura-2-Parameter
Kimura-2-Parameter (K2P) ist eine nach dem japanischen Wissenschaftler Motoo Kimura benannte Methode aus dem Jahr 1980, um Distanzdaten, die aus einem Sequenzalignment stammen, zu korrigieren.

## Einleitung
Um einen Stammbaum zu konstruieren, werden orthologe Sequenzen von Genomabschnitten, meist von Genen untereinandergeschrieben und "sinnvoll" aneinander abgeglichen (Erstellung eines multiplen Sequenzalignments). Daraus kann man dann Stammbäume erstellen. Dafür gibt es 2 grundlegende Vorgehensweisen. Entweder man vergleicht jeden einzelnen Charakter (Aminosäure bei Proteinsequenzen oder Basen bei DNA) (charakter-orientierte Stammbaumerstellung) oder man wandelt die einzelnen Stellen in sogenannte Distanzdaten um. Dabei berechnet man die Abstände der Charaktere voneinander und erstellt daraus eine Matrix, mit der man die Sequenzen vergleichen kann (matrix-orientierte Stammbaumerstellung).

## Erklärung
Wenn man einen molekularen Stammbaum konstruieren will und man eine Distanzmethode nutzen möchte, muss man die errechneten Distanzdaten korrigieren, um Rückmutationen nicht zu ignorieren. Dies ist vor allem bei größeren evolutionären Abständen wichtig.
Im Gegensatz zu Jukes & Cantor berücksichtigt K2P den Fakt, dass Transitionen (Austausch von Purinbase zu Purinbase bzw. Austausch von Pyrimidinbase zu Pyrimidinbase) wahrscheinlicher sind als Transversionen (Austausch von Purinbase zu Pyrimidinbase oder andersherum). Somit werden 2 Parameter betrachtet (Name!), was einen entscheidenden Vorteil vor Jukes & Cantor hat.
Wie auch Jukes & Cantor nimmt K2P an, dass alle Basen in der Sequenz ungefähr gleich häufig vorkommen.